# HVC in het seizoen 1959/60
Het seizoen 1959/1960 was het zesde jaar in het bestaan van de Amersfoortse betaaldvoetbalclub HVC. De club kwam uit in de Eerste divisie A en eindigde daarin op de negende plaats. 

## Wedstrijdstatistieken

### Eerste divisie A
|       | BVV   | Excelsior | Fortuna | 't Gooi | GVAV  | Helmond | KFC   | NOAD  | Rigtersbleek | Stormvogels | SVV   | Veendam | Vitesse | De Volewijckers | Wageningen |
| ----- | ----- | --------- | ------- | ------- | ----- | ------- | ----- | ----- | ------------ | ----------- | ----- | ------- | ------- | --------------- | ---------- |
| Thuis | 1 – 5 | 0 – 0     | 2 – 0   | 1 – 2   | 1 – 1 | 4 – 0   | 0 – 0 | 2 – 1 | 3 – 2        | 1 – 1       | 2 – 1 | 3 – 1   | 1 – 2   | 1 – 0           | 2 – 1      |
| Uit   | 3 – 0 | 2 – 0     | 1 – 4   | 3 – 1   | 1 – 0 | 2 – 0   | 0 – 0 | 1 – 2 | 1 – 5        | 4 – 1       | 2 – 0 | 1 – 0   | 3 – 1   | 0 – 0           | 4 – 1      |

## Statistieken HVC 1959/1960

### Eindstand HVC in de Nederlandse Eerste divisie 1959 / 1960
| Stand | Gespeeld | Gewonnen | Gelijk | Verloren | Punten | Doelpunten voor | Doelpunten tegen |
| ----- | -------- | -------- | ------ | -------- | ------ | --------------- | ---------------- |
| 9e    | 30       | 11       | 6      | 13       | 28     | 39              | 45               |

### Topscorers
| Competitie \| # \| Naam \| \| \| ----------------- \| -------------------------- \| -- \| \| 1. \| Wout Heinen \| 11 \| \| 1. \| Bennie Marcus \| 11 \| \| 3. \| Henk Wesseling \| 4 \| \| 4. \| Joop Brand \| 3 \| \| 5. \| Hennie Nederhand \| 2 \| \| 5. \| Siem Sleeking \| 2 \| \| 5. \| Henk Wery \| 2 \| \| 8. \| Bertus van de Biezenbos \| 1 \| \| 8. \| Daniel Hanasbei \| 1 \| \| 8. \| Ries van Maarschalkerweerd \| 1 \| \| Onbekend doelpunt \| \| \| \| – \| Onbekend \| 1 \| \| Totaal \| Totaal \| 39 \| |                            |      |
| # | Naam                       | Goal |
| 1. | Wout Heinen                | 11   |
| 1. | Bennie Marcus              | 11   |
| 3. | Henk Wesseling             | 4    |
| 4. | Joop Brand                 | 3    |
| 5. | Hennie Nederhand           | 2    |
| 5. | Siem Sleeking              | 2    |
| 5. | Henk Wery                  | 2    |
| 8. | Bertus van de Biezenbos    | 1    |
| 8. | Daniel Hanasbei            | 1    |
| 8. | Ries van Maarschalkerweerd | 1    |
| Onbekend doelpunt |                            |      |
| – | Onbekend                   | 1    |
| Totaal | Totaal                     | 39   |